# Ramadan
För andra betydelser, se Ramadan (olika betydelser).

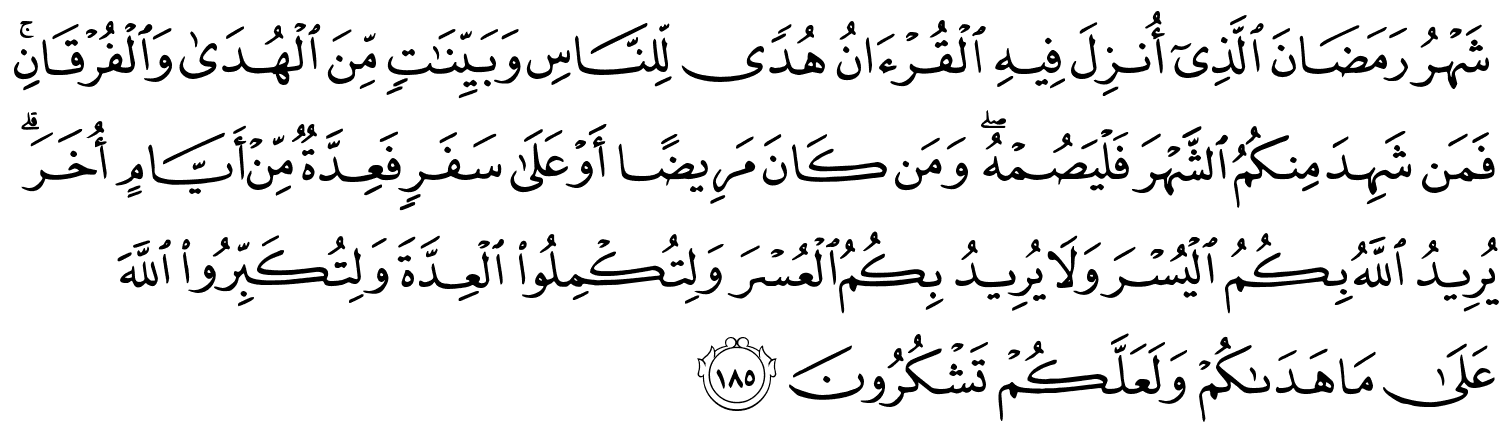
Den arabiska texten i Koranen 2:185 om fastemånaden ramadan.
Under hela månaden Ramadan då Koranen blev uppenbarad till ledning för människorna och en otvetydig lära om vad gott är, då skall de av er fasta som är hemmavarande. Den som är sjuk eller på resa kan fasta lika länge en annan tid, bara ni alltid håller det fastställda antalet fastedagar och tackar Allah för att han fört er på rätt väg. Allah vill göra det lätt för er och inte svårt. Var honom tacksamma för det! (Åke Ohlmarks tolkning).

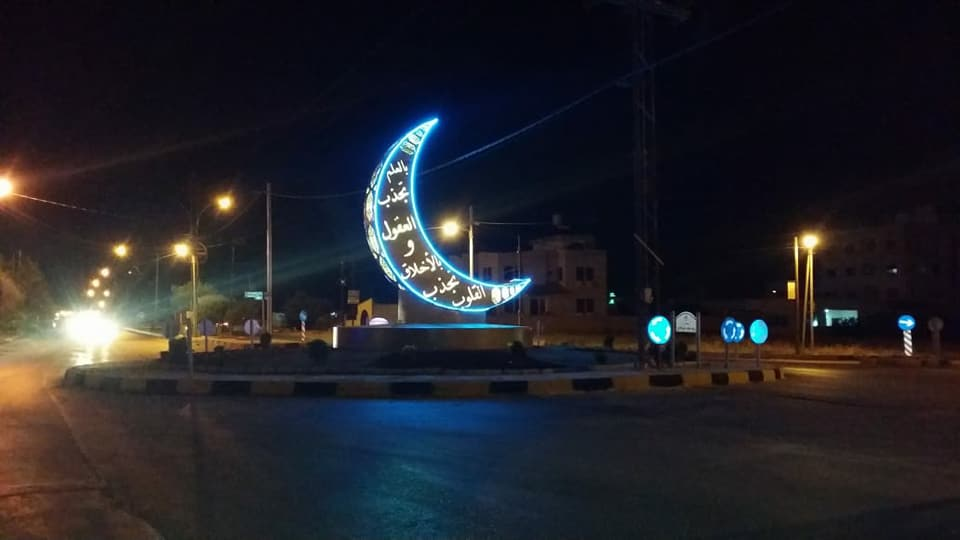
Utsmyckad och upplyst månskära under ramadan.

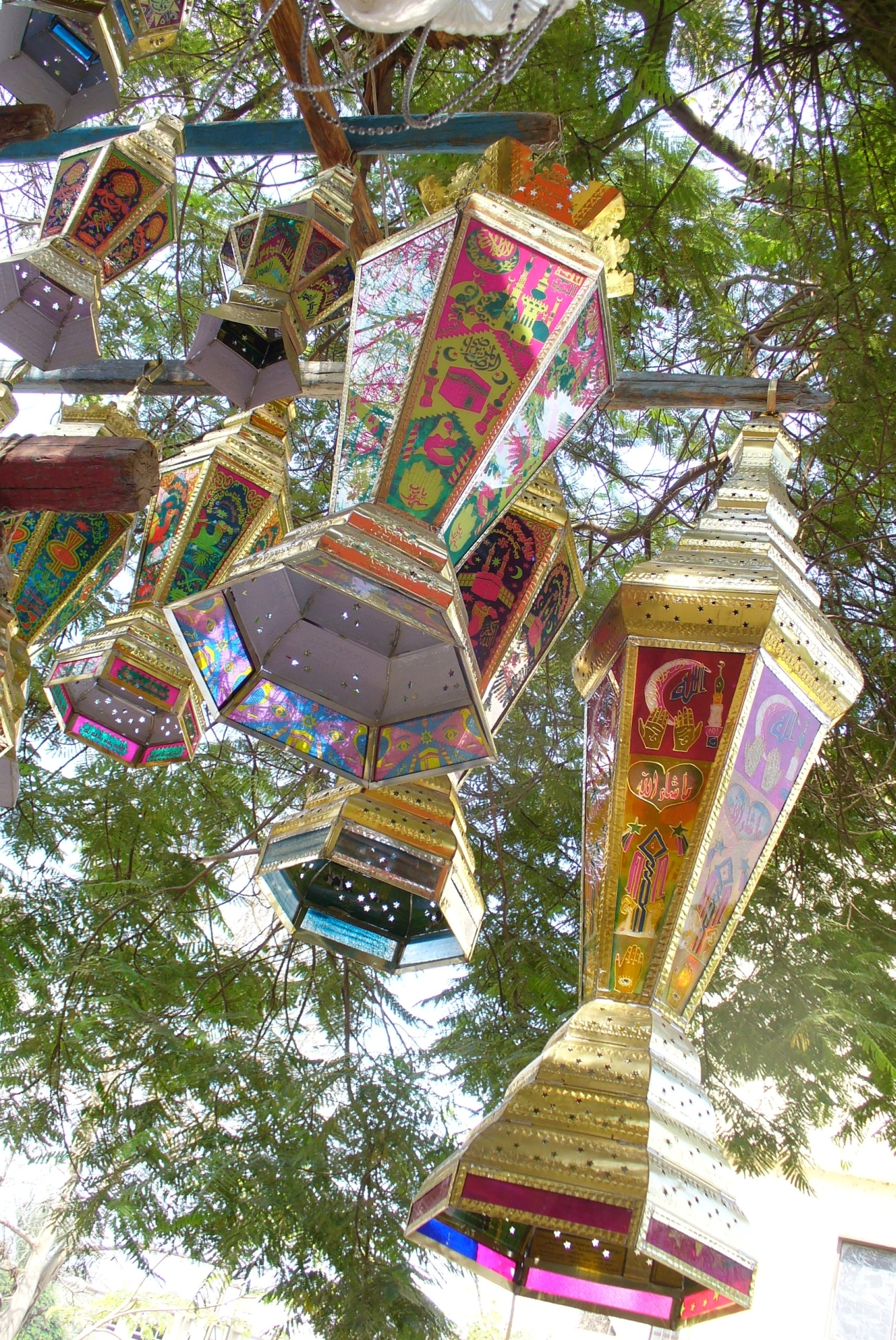
Lyktor dekorerar gator i Kairo under ramadan.

Ramadan (arabiska: رمضان ramaḍān) är i den muslimska kalendern den nionde månaden och en helig fastemånad som är en av islams fem pelare. Ramadan är den månad under vilken Koranen först uppenbarades för profeten Muhammed. Under 29 eller 30 dagar måste alla vuxna muslimer fasta, det vill säga avhålla sig från att äta, dricka, röka och ha sexuellt umgänge från gryning till solnedgång (Koranen 2:183-187).

## Genomförande
Genom att från gryning till solnedgång helt avstå från mat, dryck och sex ska muslimer som deltar i fastan lära sig tålamod och ödmjukhet och öka sitt medvetande om religionen. De ber till Gud (arabiska: Allah) mer än vanligt och önskar då förlåtelse för gångna synder och vägledning för att leva rättfärdigt och rena sig själva genom avhållsamhet och goda gärningar. Alla förväntas uppträda väl, ge allmosor (zakat), högakta sin familj och undvika våld, ilska, avundsjuka, småaktighet, girighet och ryktesspridning. Ramadan är också en tid för festligheter då familjer, släktingar och vänner träffas för att bryta fastan eller äta sena måltider tillsammans. Företag sponsrar banketter för medarbetare och kunder. Bättre bemedlade personer dukar upp och delar ut mat till den som inte har råd eller hinner hem innan solen går ner. Gator och byggnader dekoreras och påkostade tv-produktioner är mycket populära i många länder. Ramadan följs av högtiden id al-fitr.

## Etymologi
I arabisk kultur var ramadan namnet på den nionde månaden även före islam. Ordet kommer från den semitiska roten rmḍ som i ordet ramiḍa eller ar-ramaḍ som betecknar stark hetta, bränd mark och brist på proviant. Enligt Koranen påkallar Gud att fastan är obligatorisk "som den också var för dem innan er", vilket enligt en tidig hadith hänvisar till judendomens fasta vid högtiden jom kippur.

## Tidpunkt

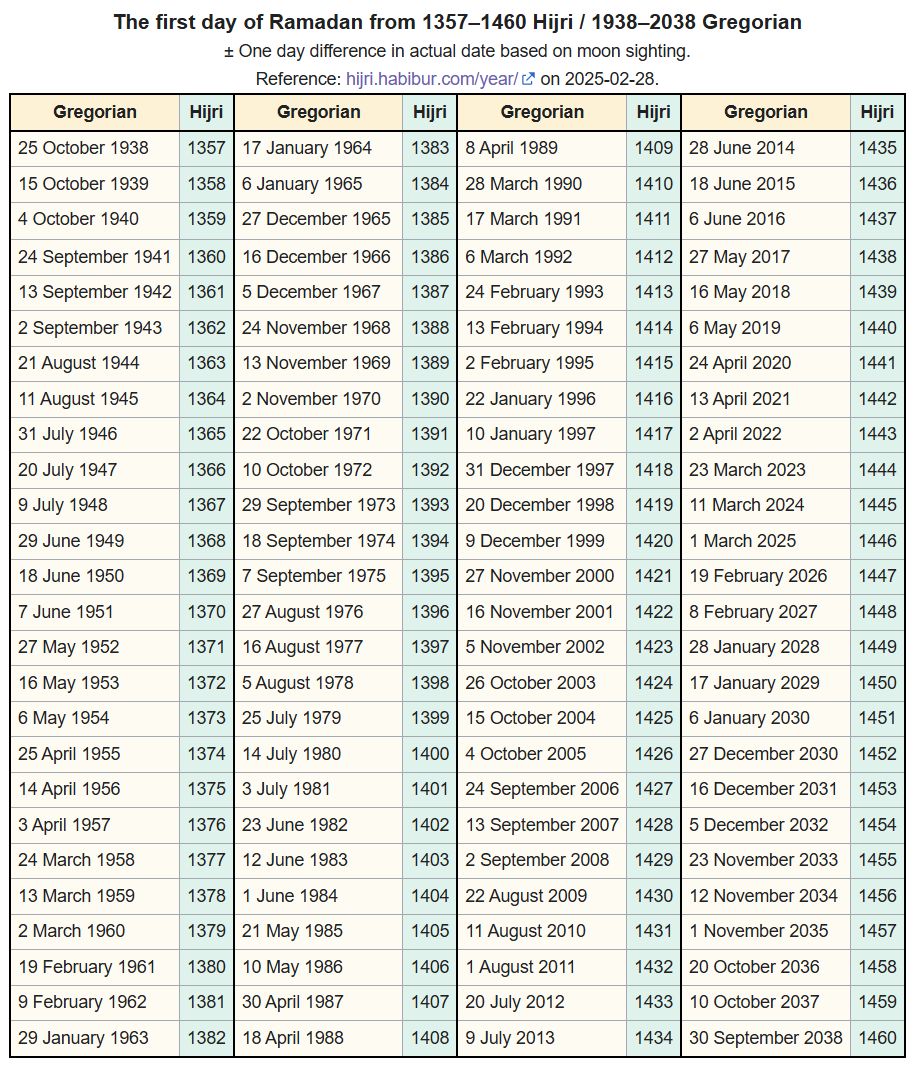
Kalender med datum för trolig ramadanstart.

Ramadan inleds när månskäran (arabiska Hilāl) skådas. Månskäran framträder typiskt en dag (eller mer) efter den astronomiska nymånen (som inte kan ses då solen, månen och jorden ligger på en rak linje) som markerar starten på den nya månaden, vilket gör att muslimer vanligtvis med god säkerhet kan uppskatta ramadans början. Meningskiljaktigheter finns dock eftersom traditionen säger att månen ska siktas med det 'nakna ögat' och var man befinner sig på jorden avgör när detta är möjligt. Med satellit-tv kan muslimer världen över oavbrutet följa tidpunkterna i den heliga staden Mecka i Saudiarabien och följa dessa eller beräkna egna ramadantider utifrån tidszonerna. Andra menar att ramadan börjar då månskäran först siktas av muslimer oavsett var i världen detta sker. Ytterligare ett svar, bland flera, är att var och en själv ser månen. Beroende på hur månen kan ses varar månaden ramadan vanligtvis i 29 eller 30 dagar.
Enligt den gregorianska kalendern flyttas tidpunkten för ramadan tillbaka med omkring elva dagar varje år eftersom den muslimska kalendern är en månkalender.

## Sedvänjor

### Fastan
Under ramadan skall alla vuxna och friska muslimer från gryning till solnedgång avhålla sig från mat, dryck, rökning och sexuella relationer. Vissa får lov att stå över fastan, bland annat kvinnor som har menstruation och gravida eller ammande kvinnor samt gamla, sjuka och de som är på resa. Genom fastan (sawm) anses hjärtat styras iväg från världsliga aktiviteter, själen renas och människor påminnas om hur beroende de är av sin gud, vilket antas leda till större ödmjukhet, sannfärdighet och medvetenhet om det gudomliga i skapelsen.  Genom att själva uppleva fattigdomens prövningar kan muslimer helhjärtat ge allmosan zakat al-fitr.

### Böner och koranläsning
I moskéerna läser man Koranen som är uppdelad i 114 kapitel (suror) och alla kapitel läses innan ramadan är slut. Somliga reciterar särskilda böner som kallas tarawih som består av upptill 40 delar. Shiamuslimer ber även speciella rekommenderade böner, men i shiaislam är det otillåtet att be tarawih och rekommenderade böner i form av gruppböner, förutom några få undantag såsom bön för regn och eid-böner.

### Givmildhet
Under månaden bjuder man de mindre bemedlade som fastar på mat för att bryta deras fasta. Att betala en avgift som går till välgörenhet och hjälper de fattiga och behövande är obligatoriskt för varje muslim. Den betalas i pengar eller i mat. Den kallas zakat al-fitr och ges ut i slutet av ramadanmånaden eftersom en annan avsikt med gåvan är att rena den som fastat från någon form av oanständig handling eller tal som kan ha begåtts under fastan.

### Måltiden som bryter fastan

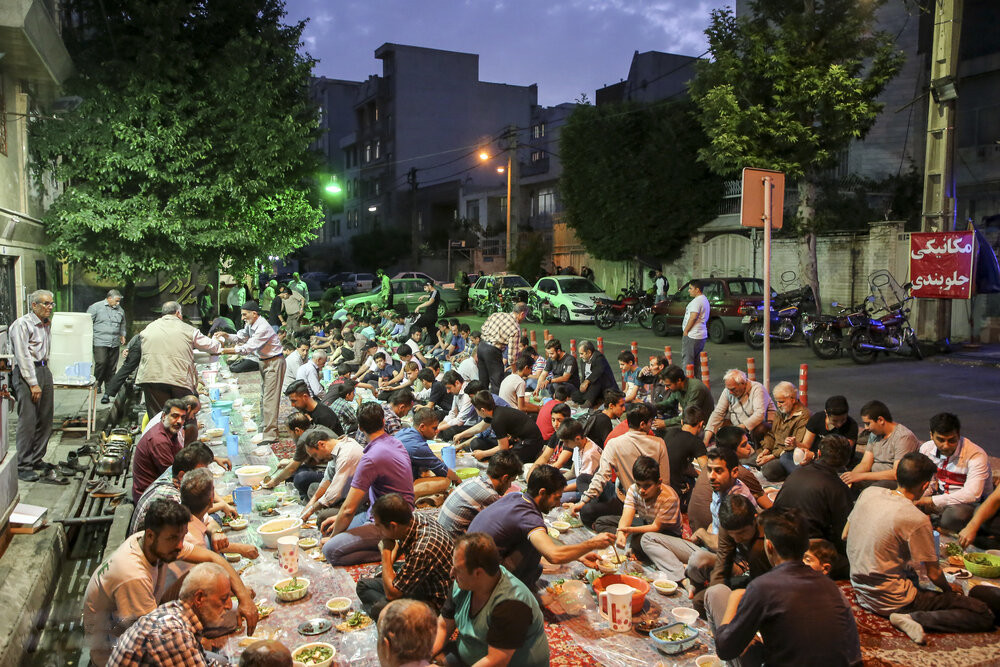
Folk som äter iftar tillsammans utomhus i Iran.

Den fastebrytande måltiden på kvällen kallas på arabiska iftar. Brytandet av fastan delas ofta med vänner och släktingar och kan pågå långt in på natten. När solen gått ner är det brukligt att först dricka vatten och äta dadlar samt yoghurt. Maten under iftar består av många rätter baserat på grönsaker, bröd och kött. Efter måltiden brukar man besöka andra vänner och släktingar. Att äta dadlar sker ofta rituellt och enligt Muhammeds föredöme (sunna) och av praktiska hälsoskäl. I Egypten till exempel ökar under ramadan inte bara förbrukningen av mat och elektricitet betydligt utan även av medikament för matsmältningsproblem.
Numera är iftar ofta också banketter och små festivaler där familjer och vänner möts men också mer formella tillställningar som anordnas av företag och andra organisationer. Hela restauranger och festvåningar kan reserveras för hundratals gäster. Lika vanliga är välgörenhetsbjudningar, till exempel i moskéer och vid dukade långbord (mawaed rahman) på gatorna i Kairo, Egypten, där mindre bemedlade bjuds på dagens första måltid som ofta även inkluderar kött och bönor, och som lika gärna bevistas av förbipasserande som inte hinner hem till sin egen familj.[källa behövs]

### Måltiden innan fastan inleds
Gryningsmåltiden (suhoor, efter arabiska سحور gryningsljuset, och även sehur, sehri, sahari och sahur) är den måltid som man äter på morgonen innan man skall börja fasta igen. Den äts under de senare timmarna av natten, helst strax före början på gryningen.

### Allmaktens natt
Ramadan är en viktig period för muslimer då det är under denna månad som "allmaktens", "kraftens", "ödets" eller "härlighetens" natt (laylat al-qadr) anses ha infallit, sannolikt under det tjugosjätte dygnet i månaden. Det var då Guds budskap genom ärkeängeln Jibril (Gabriel) började uppenbaras för Muhammed, vilket sedan nedtecknats i Koranen. Allmaktens natt är mer värd än tusen månader under vilka ingen sådan natt inträffade enligt Koranens sura 97.

### Den mindre vallfärden
Den mindre omfattande vallfärden umra brukar ofta genomföras under ramadan.

### Avslutande högtid
Ramadan avslutas med högtiden id al-fitr som börjar dagen efter fastemånadens slut och pågår för en del muslimer upp till fyra dagar.

## Lokala sedvanor och lagar

### Förenade arabemiraten
I Förenade arabemiraten kan den som bryter fastan på allmän plats bli bötfälld eller fängslas i upp till en månad. Böterna uppgick 2015 till max 2 000 dirham.

### Marocko
Den som bryter mot fastans genom att dricka eller äta på allmän plats kan fängslas upp till sex månader. Undantag görs dock enligt sharias regler, till exempel för den som är på resa.

### Palestinska myndigheten
Inom Palestinska myndighetens område är det kriminaliserat i strafflagstiftningen att bryta fastan på allmän plats. Straffet är böter eller fängelse.

### Saudiarabien
I Saudiarabien riskerar muslimer som bryter mot reglerna kring ramadan piskstraff eller fängelse när sharia tillämpas. Utländska medborgare kan avskedas från sin anställning eller utvisas ur landet.

### Sverige
Norr om norra polcirkeln och söder om södra polcirkeln kan det vara svårt att se när solen går ned och upp till följd av midnattssol respektive polarnatt. Detta har lett till att vissa muslimer fastat under merparten av dygnet, vilket är medicinskt utmanande.
Efter att ha samrått med representanter för Europeiska fatwarådet har Islamiska Förbundet i Sverige uttalat sin tolkning av en fatwa som utfärdats av den islamiska fiqh-akademin i Mecka och Europeiska fatwarådet. De konstaterar att fastereglerna gäller i hela Sverige, att det i områden där natten är kort är möjligt att skjuta upp fastan tillfälligt, samt ger regler för hur fastans brytande och ingång ska beräknas när det inte är möjligt att observera de normala tecknen för tidsbestämning. Konkret innebär det att muslimer som bor norr om den 66:e breddgraden, det vill säga norr om Boden, kan beräkna fastetiderna enligt 45.e breddgraden. Som en praktisk referenspunkt anges Malmö, då den är den svenska stad av ansenlig storlek som ligger närmast 45:e breddgraden.
Det muslimska studieförbundet Ibn Rushd konstaterar att Europeiska fatwarådet efter ett besök i Kiruna 2015 uttalat att muslimer i dessa områden även kan välja att använda samma tidpunkter för bön och fasta från och med den sista dagen på våren då tecknen för tidsbestämning kan observeras till och med den första dagen på sensommaren eller hösten då de astronomiska tecknen blir synliga igen. Ibn Rushd anger också att Sveriges imamråd i maj 2016 beslutat att följa den turkiska statliga religiösa myndigheten Diyanet İşleri Başkanlığıs kalender, som beräknas enligt hanafiskolan. Även detta beslut är förankrat med de rättslärda i Europeiska fatwarådet.

### Tunisien
I Tunisien förekommer det att den som äter, dricker eller röker på allmän plats under ramadan straffas av domstol, trots att det inte är kriminaliserat i strafflagstiftningen. Staten ses som religionens väktare, men människorättsaktivister ifrågasätter förhållningssättet.

### Tyskland
Enligt Ibn Rushd har det tyska imamrådet beslutat att följa den turkiska statliga religiösa myndigheten Diyanet İşleri Başkanlığıs kalender för böne- och fastetider.